# Mike Windischmann
Michael Windischmann, detto Mike (Norimberga, 6 dicembre 1965), è un ex calciatore ed ex giocatore di calcio a 5 statunitense.

## Carriera
A livello giovanile ha iniziato all'età di sei anni, rimanendo fuori dal circuito del calcio scolastico ma praticandolo in club newyorkesi come Blau-Weiss Gottschee, S.C. Gjoa e Queens United. Diplomatosi, entra alla Adelphi University e nel giro delle nazionali giovanili, prese parte con la nazionale a stelle e strisce al Campionato mondiale di calcio Under-17 del 1985 e nello stesso anno all'Universiade, due anni dopo ripete l'esperienza dei Giochi Universitari e partecipa ai Giochi panamericani.
Nel 1988 inizia a calcare in maniera continuativa i palcoscenici con le nazionali maggiori statunitensi, pur avendo esordito con la nazionale già nel 1984: fa parte della nazionale olimpica statunitense ai Giochi della XXIV Olimpiade, viene utilizzato nelle qualificazioni a Italia '90 di cui diventa capitano. Sempre nel 1989 viene nominato "calciatore statunitense dell'anno", partecipando poi con la nazionale di calcio a 5 degli Stati Uniti al FIFA Futsal World Championship 1989, manifestazione in cui la nazionale statunitense giunge inaspettatamente terza, conquistando il podio.
A Italia '90, la prima partecipazione statunitense dopo il 1950, la corsa termina al primo turno. Nello stesso anno Windischmann si ritira prematuramente dalla carriera agonistica a 25 anni con cinquanta presenze in nazionale ed un record di 36 partite consecutive giocate. Tornerà in campo per l'ultima volta con la maglia della nazionale ad Hong Kong per guadagnare l'argento con la nazionale di calcio a 5 al secondo campionato mondiale della FIFA disputato nel novembre del 1992.

## Palmarès

### Individuale
- U.S. Soccer Athlete of the Year: 1

1989